# یوهان گستایگر
یوهان گستایگر (به آلمانی: Johann Gasteiger) شیمی‌دان آلمانی است که در زمینه شیمی‌انفورماتیک پژوهش می‌کند. او برای ارائه یک روش تکراری در سال ۱۹۷۹ برای محاسبه بار جزئی مولکول‌ها شناخته شده‌است.